# Berliet type M (monument historique)
Le Berliet type M (1910) est un exemplaire de camion Berliet type M sorti d'usine en 1910, actuellement conservé à la Fondation de l'Automobile Marius-Berliet. Le modèle n°10536 est classé au titre objet des monuments historiques par arrêté du 2 novembre 1988, en tant que « représentant de la première génération de camions ».
Alors que l'on pensait que tous les camions produits avaient disparu, un exemplaire fut retrouvé en Haute-Corse en 1987 avec moteur et châssis d'origine. C'est à partir de ce camion que fut reconstitué le modèle conforme au modèle d'origine. 